# Ibn Rustom
Ibn Rustom, Ibn Rostom o Abd al-Rahman bin Rustam era de origen persa. Se estableció en Tiaret después de casarse con una ifrenita. Cuando los ibaditas de Trípoli tomaron Kairuán en 758, se convirtió en el gobernador. Recuperada la ciudad por el gobernador de Egipto, en el año 761 creó un reino ibadí en el norte del Magreb, con la ciudad de Tahert (o Tihert), fundada por él, como capital. En 776, Ibn Rustom fue elegido imán por el conjunto de las tribus bereberes ibadíes, fundando el imarato de los rostomitas.
Después de su muerte en 784, sus sucesores conservaron la independencia respecto del califato abasí, a pesar de la presión diplomática y militar, así como de la pérdida de territorios, hasta el 909. Ese año el jefe chií y fundador de la dinastía de los fatimitas, Ubayd Allah al-Mahdi (Obeïd Allah), puso fin al reinado rostomita, envuelto en crisis internas. Después de la caída del Estado rostomita, la familia real y algunos de sus ciudadanos eligieron el valle de M'zab como refugio.